# Gérald Tremblay
Pour les articles homonymes, voir Tremblay.
Gérald Tremblay, né le 20 septembre 1942 à Ottawa, est un homme d'affaires et homme politique québécois. Ancien député et ministre dans le gouvernement de Robert Bourassa, il est également chef du parti politique municipal Union Montréal. Il est maire de la ville de Montréal du 1er janvier 2002 au 5 novembre 2012, moment auquel il démissionne sur fond de scandale de corruption.

## Biographie

### Jeunesse et formation
Gérald Tremblay est le fils de Georges A. Tremblay, notaire criminologue, et de Rollande Forest.
Licencié en droit de l'Université d'Ottawa en 1969, puis admis au Barreau du Québec en 1970, il obtint également une maîtrise en administration des affaires (MBA) de la Harvard Business School à Boston en 1972.

### Carrière
Il est analyste financier chez Dun & Bradstreet of Canada Limited en 1964 et en 1965. Professeur et chargé de cours à l'École des hautes études commerciales (HEC) de 1974 à 1977, il dirige la firme de conseil Sobeco de 1977 à 1981, la Fédération des caisses d'entraide économique du Québec en 1981 et 1982, ainsi que diverses entreprises dans les secteurs de l'hôtellerie et de la vente au détail de 1982 à 1986. Il préside la Société de développement industriel de 1986 à 1989 et est membre du conseil d'administration de la Caisse de dépôt et placement du Québec et d'Hydro-Québec. Il est également[Quand ?] gouverneur de l'Association des MBA du Québec et gouverneur de la Bourse de Montréal.

### Vie politique
Élu député libéral d'Outremont en 1989, il est nommé ministre de l'Industrie, du Commerce et de la Technologie dans le cabinet Bourassa du 11 octobre 1989 au 11 janvier 1994 et dans le cabinet Johnson (fils) du 11 janvier au 26 septembre 1994. Réélu en 1994, il est nommé Président de la Commission de l'économie et du travail du 1er décembre 1994 jusqu'à sa démission le 15 avril 1996 : il retourne dès lors dans le monde des affaires (HEC, Monitor Company, Rolland, ainsi que diverses participations à des conseils d'administration). Il fut Président du 35e Mondial des Métiers de Montréal en 1999.

Gérald Tremblay.

Profitant de la baisse de popularité de Pierre Bourque, responsable du projet de "méga-fusion" des 29 municipalités de l'île de Montréal en une seule entité, il est élu pour la première fois maire de Montréal aux élections municipales du 4 novembre 2001 grâce au soutien d'une coalition hétéroclite regroupant notamment des adversaires de cette unification. Il est réélu le 6 novembre 2005, à nouveau devant Pierre Bourque, la participation de 39,03 % enregistrée à cette occasion étant la plus faible de l'histoire de la ville.
Gérald Tremblay est réélu pour un troisième mandat le 1er novembre 2009, devant Louise Harel et Richard Bergeron. La campagne électorale 2009 a surtout porté sur l'éthique et la gouvernance dans la foulée du scandale des compteurs d'eau, et de collusion dans l'octroi de contrat en infrastructure.

### Commission Charbonneau
Le 1er octobre 2012, l'entrepreneur en construction Lino Zambito révèle à la Commission Charbonneau qu'un cartel mafieux de réfection des égouts, qui obtenait des contrats à la Ville de Montréal, versait une somme équivalente à 3 % de leur valeur au parti de Gérald Tremblay.
Le 30 octobre 2012, l'ex-organisateur du parti municipal Union Montréal implique le maire Tremblay dans des allégations de financement illégal en lien avec la mafia. Il soutient que Gérald Tremblay connaissait les pratiques douteuses de financement et qu'il avait tenu à préciser qu'il ne voulait être officiellement au courant de rien. Ces déclarations provoquent une série de réactions négatives de la part de tous les porte-parole des partis politiques provinciaux. Tremblay annonce alors prendre quelques jours de repos.
Le 5 novembre 2012, il annonce sa démission comme maire de Montréal et quitte la vie publique,. Lors de sa démission, il déclare : « Je ne vous ai jamais trahi. Je souhaite ardemment qu'un jour on reconnaisse que je me suis battu, souvent seul, contre ce système ».
Le 29 avril 2013, il admet que des fonctionnaires de la Ville de Montréal, voire des élus, recevaient des cadeaux à Noël de la part d'entrepreneurs et acceptaient des invitations dans des loges de hockey. Il affirme avoir personnellement reçu des bouteilles de vin ou des paniers cadeaux à Noël.
Le 30 avril 2013, il est placé sous protection policière à la suite d'une défaillance mécanique suspecte sur sa voiture.
Le 5 mai 2013, Union Montréal, son ancien parti, annonce sa dissolution .